# Juan Guerrero Ruiz
Juan Guerrero Ruiz (Murcia, 8 de diciembre de 1893 - Madrid, 20 de abril de 1955), hombre de letras y editor español.

## Biografía
Nació en Murcia el 8 de diciembre de 1893, dos meses después de morir su padre. El "Cónsul general de la poesía española", como le llamó Federico García Lorca, estudió la carrera de Derecho en Granada y en Madrid como alumno libre; aquí se doctoró también en la materia.
El hecho decisivo de su vida literaria ocurre en mayo de 1913, cuando visita por primera vez a Juan Ramón Jiménez, poeta admirado por él, y comienza una relación de intensa amistad que durará hasta la muerte de Guerrero. Este se convirtió en el secretario de facto del Andaluz Universal, atendiendo sus intereses con editoriales, con otros escritores y en todo tipo de empresas literarias. Fascinado por la obra y el carácter del poeta, llevó incluso un diario en que fue escribiendo todos sus encuentros y conversaciones con Juan Ramón Jiménez. Se publicó póstumamente -e incompleto- con el título de Juan Ramón de viva voz (1961). 
Entre Madrid y Murcia transcurrieron sus años juveniles. En Murcia, hacia 1916-1917, publica frecuentemente en las revistas Polytechnicum y Oróspeda y se relaciona con diversos artistas de la ciudad, pintores y escultores: Luis Garay, Joaquín García, Pedro Flores, Antonio Garrigós, José Planes y otros. Consciente de sus limitaciones como poeta, ejerce desde entonces como crítico y traductor de breves textos. A su regreso a Madrid en 1918 para trabajar en un bufete de abogados, actúa de secretario de la revista Índice fundada por Juan Ramón Jiménez en 1920. Se casa ese mismo año con Ginesa Aroca García. El matrimonio tuvo seis hijos. De esta época data su amistad con los poetas de la Generación del 27: Vicente Aleixandre, Lorca, Dámaso Alonso, Pedro Salinas, Jorge Guillén, Rafael Alberti, Luis Cernuda, entre otros. En 1923 colabora con José Ballester Nicolás en el Suplemento Literario de La Verdad, suministrándole colaboraciones de sus amigos poetas y dando a conocer sus traducciones de escritores extranjeros entonces de máxima actualidad: James Joyce, D. H. Lawrence, Valery Larbaud. 
En el verano de 1954 marchó durante un periodo a Benidorm, pero, gravemente enfermo, hubo de regresar a Madrid. En sus últimos días le atendió el doctor Gregorio Marañón. Murió de cáncer de próstata el 20 de abril de 1955.

## Trayectoria profesional
En 1924 gana unas oposiciones a secretario de primera categoría del Ayuntamiento de Murcia, donde ejercerá hasta 1929. En diferentes cargos y lugares Guerrero desarrolló una fructífera carrera administrativa. En colaboración con Jorge Guillén, entonces profesor de la universidad murciana, funda la revista Verso y Prosa, sucesora del Suplemento Literario de La Verdad. Se publican 12 números entre 1927-1928, que dieron acogida a la nómina casi completa de autores de la vanguardia. En el Romancero gitano García Lorca le dedicó en 1928 el "Romance de la Guardia Civil Española": 'A Juan Guerrero. Cónsul General de la Poesía', título honorífico  que quedó asociado a él para siempre.
En 1929 es nombrado director general de la empresa CAMPSA. Por entonces mantiene viva amistad -personal y epistolar- con Gabriel Miró, interrumpida por la muerte prematura de este en 1930. En 1931 marcha a Alicante, nombrado Secretario de su Ayuntamiento. Federico de Onís le requirió en 1934 para ocuparse de la publicación de la Revista Hispánica Moderna, órgano del Instituto de las Españas en la Universidad de Columbia. Con Onís como director, la revista, de hecho, la editó Guerrero en Alicante durante un tiempo. En 1938 perdió a un hijo de seis años, enfermo en medio de las miserias de la guerra. 
Durante toda su vida Guerrero mantuvo la amistad con Juan Ramón Jiménez, acentuada todavía más durante el periodo americano del poeta a través del caudaloso epistolario entre ambos y con Zenobia Camprubí, esposa de Juan Ramón. Guerrero se preocupó, además, de salvar manuscritos y papeles que el andaluz había dejado en su casa madrileña durante la guerra y que el murciano le fue enviando. En 1940 fue nombrado secretario de la Dirección General de Administración Local y tuvo a su cargo la Revista de Estudios de la Vida Local. Fundó la Editorial Hispánica en Madrid en 1942, que comenzó a publicar en 1943, con la participación de José Luis Cano, la Colección Adonais de poesía, germen del prestigioso Premio Adonais. 
Guerrero demostró a lo largo de su vida un decidido empeño en guardar todo tipo de documentación sobre la poesía y los poetas de su época. Sus archivos son hoy una fuente de consulta imprescindible para los estudiosos del periodo. Especialmente su riquísima correspondencia con diferentes escritores y artistas ha ido publicándose con el paso de los años. Muy interesado por la fotografía, dejó testimonio en imágenes de muchos escritores amigos. Algunas de las fotos de los poetas del 27, de Gabriel Miró o de Juan Ramón Jiménez que hoy podemos ver, fueron realizadas por él. Además, filmó en 1928, con una cámara de aficionado, a algunos de esos poetas. En determinados casos se trata de las únicas imágenes en movimiento que de ellos se conservan. Tales grabaciones se editaron en 2009, en formato DVD, con el título de El deseo y la realidad. Imágenes y palabras de los poetas del 27.
Resulta difícil encasillar a Juan Guerrero Ruiz. No fue, en sentido estricto, un escritor, aunque escritores fueron sus mejores amigos y en la literatura desarrolló lo mejor y más recordado de su actividad. Fue un hombre de letras en el sentido más amplio de la palabra. Alentó infinidad de empresas literarias y, con un desprendimiento encomiable, hizo posible que otros escribieran en plenitud.
Francisco Javier Díez de Revenga reunió en un volumen los escritos críticos de Guerrero pertenecientes a los años veinte. Están por recoger sus colaboraciones en otras revistas con las que estuvo relacionado: Sudeste, Revista Hispánica Moderna, Cuadernos de Literatura Contemporánea o La Estafeta Literaria. José Antonio Torregrosa Díaz ha publicado su biografía y una selección de las cartas enviadas a su amigo el periodista y escritor murciano José Ballester: Juan Guerrero Ruiz. Vida literaria y epistolario inédito, Murcia, 1986.

## Obras
- Escritos literarios. Edición de Francisco Javier Díez de Revenga, Murcia, Academia Alfonso X El Sabio, 1983.

- Juan Ramón de viva voz. Edición completa en dos volúmenes a cargo de Manuel Ruiz-Funes Fernández, Valencia, Pre-textos/Museo Ramón Gaya, 1998 y 1999.